# Jugoistočni iranski jezici
Jugoistočni iranski jezici, jedan od dva ogranka istočnoiranskih jezika koji su rašireni na planinskom području Pakistana, Afganistana, Tadžikistana i Kine. Zajedno sa sjeveroistočnim iranskim jezicima čine istočnoiransku skupinu.
Osnovna im je podjela na pamirske jezike kojih ima 7 i govore se na Pamiru, i paštunske ili afganske s 4 jezika. Predstavnici su im:
a. pamirska skupina s ogrankom shugni-yazgulami (3): sarikoli (sarikolski) [srh] (Kina) shugni [sgh] (Tadžikistan) i yazgulyam (jazguljamski) [yah] (Tadžikistan); munji (mundžijski) [mnj] (Afganistan), sanglechi-ishkashimi [sgl] (Afganistan), wakhi [wbl] (Pakistan) i yidgha [ydg] (Pakistan).
b. afganski ili paštunski jezici: centralnopaštunski (mahsudski) [pst], sjevernopaštunski [pbu], južnopaštunski [pbt], i waneci.

## Vanjske poveznice
- Ethnologue (14th)
- Ethnologue (15th)